# Portugal op het Eurovisiesongfestival 1984
Portugal nam deel aan het Eurovisiesongfestival 1984 in Luxemburg, Luxemburg. Het was de 21ste deelname van het land op het Eurovisiesongfestival. De selectie verliep via het jaarlijkse Festival da Canção. De RTP was verantwoordelijk voor de Portugese bijdrage voor de editie van 1984.

## Selectieprocedure
Net zoals de voorbije jaren werd ook dit jaar de kandidaat gekozen via het jaarlijkse Festival da Canção.
In totaal deden er 16 liedjes mee aan deze finale en de winnaar werd aangeduid door middel van een expertjury.
In de eerste ronde gingen de beste 6 liedjes door naar een superronde, waar de jury uiteindelijk enkel op hen mocht stemmen nog.
Finale
| Volgorde | Artiest                       | Lied                                   | Punten ronde 1 | Punten ronde 2 | Plaats |
| -------- | ----------------------------- | -------------------------------------- | -------------- | -------------- | ------ |
| 1        | Zélia Rodrigues               | Tricot de cheiros                      | 7              | 0              | 9de    |
| 2        | António Sala                  | Uma canção amiga                       | 10             | 82             | 6de    |
| 3        | Doce                          | O barquinho da esperança               | 2              | 0              | 11de   |
| 4        | Quinteto de Paulo de Carvalho | Já pode ser tarde                      | 9              | 0              | 7de    |
| 5        | Adelaide Ferreira             | Quero-te, choro-te, odeio-te, adoro-te | 11             | 109            | 5de    |
| 6        | Maria Guinot                  | Silêncio e tanta gente                 | 17             | 150            | 1ste   |
| 7        | Marisa                        | Num olhar                              | 0              | 0              | =13de  |
| 8        | Banda Tribo                   | A padeirinha de Aljubarrota            | 12             | 113            | 3de    |
| 9        | Samuel                        | Pelo fim da tarde                      | 14             | 140            | 2de    |
| 10       | Isabel Soares                 | O nosso reencontro                     | 0              | 0              | =13de  |
| 11       | Samuel & Cristina             | Este quadro                            | 0              | 0              | =13de  |
| 12       | Paco Bandeira                 | Que coisa é esta vida                  | 11             | 110            | 4de    |
| 13       | Rita Ribeiro                  | Noticias vêm, noticias vão             | 1              | 0              | 12de   |
| 14       | José Campos e Sousa           | Cidade mar                             | 0              | 0              | =13de  |
| 15       | Fernando Tordo                | Canto de passagem                      | 6              | 0              | 10de   |
| 16       | Samuel                        | Maneira de ser                         | 8              | 0              | 8ste   |

## In Luxemburg
In Luxemburg moest Portugal optreden als 19de en laatste, net na Italië.
Na de puntentelling bleek dat Portugal 11de was geëindigd met een totaal van 38 punten. 
Nederland had 6 punten over voor deze inzending en België geen.

### Gekregen punten

#### Finale
| 12 punten | 10 punten   | 8 punten                  | 7 punten      | 6 punten    |
| --------- | ----------- | ------------------------- | ------------- | ----------- |
|           |             | - Duitsland - Zwitserland | - Joegoslavië | - Nederland |
| 5 punten  | 4 punten    | 3 punten                  | 2 punten      | 1 punt      |
| - Spanje  | - Luxemburg |                           |               |             |

### Punten gegeven door Portugal

#### Finale
Punten gegeven in de finale:
| 12 punten | Spanje              |
| 10 punten | België              |
| 8 punten  | Italië              |
| 7 punten  | Frankrijk           |
| 6 punten  | Verenigd Koninkrijk |
| 5 punten  | Duitsland           |
| 4 punten  | Zweden              |
| 3 punten  | Finland             |
| 2 punten  | Ierland             |
| 1 punt    | Denemarken          |

1964 · 1965 · 1966 · 1967 · 1968 · 1969 · 1970 · 1971 · 1972 · 1973 · 1974 · 1975 · 1976 · 1977 · 1978 · 1979 · 1980 · 1981 · 1982 · 1983 · 1984 · 1985 · 1986 · 1987 · 1988 · 1989 · 1990 · 1991 · 1992 · 1993 · 1994 · 1995 · 1996 · 1997 · 1998 · 1999 · 2000 · 2001 · 2002 · 2003 · 2004 · 2005 · 2006 · 2007 · 2008 · 2009 · 2010 · 2011 · 2012 · 2013 · 2014 · 2015 · 2016 · 2017 · 2018 · 2019 · 2020 · 2021 · 2022 · 2023 · 2024 · 2025